# Nightmare (Venom)
Nightmare è un EP dei Venom, pubblicato nel 1985.

## Tracce
1. Nightmare – 3:51
2. Satanarchist – 2:43
3. F.O.A.D. – 3:05
4. Warhead – 3:41